# Oxymacaria ceylonica
Oxymacaria ceylonica är en fjärilsart som beskrevs av George Francis Hampson 1902. Oxymacaria ceylonica ingår i släktet Oxymacaria och familjen mätare. Inga underarter finns listade i Catalogue of Life.